# Argiolestes metallicus
Argiolestes metallicus är en trollsländeart som beskrevs av Sjöstedt 1917. Argiolestes metallicus ingår i släktet Argiolestes och familjen Megapodagrionidae. Inga underarter finns listade i Catalogue of Life.